# Fort Ord Dunes State Park

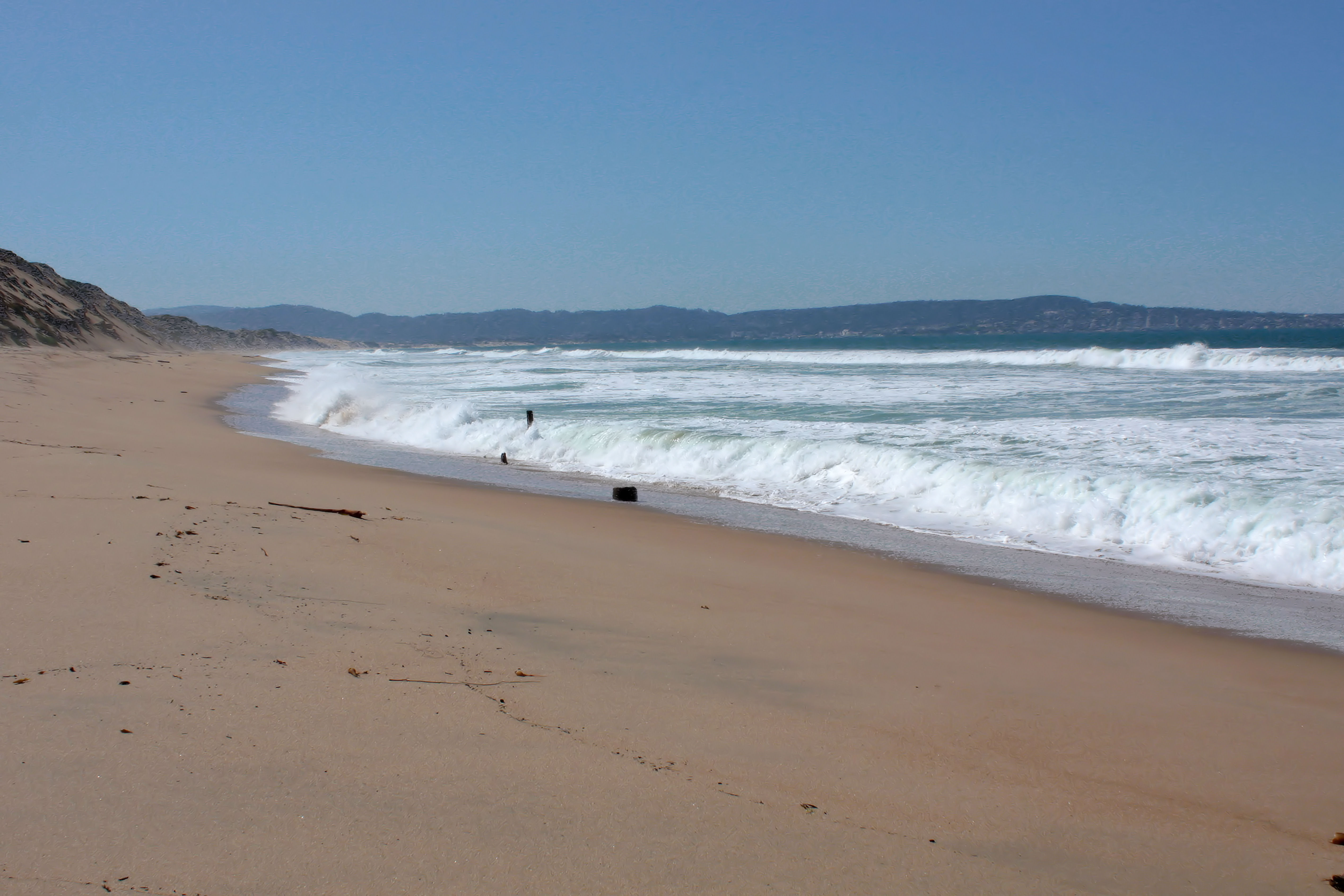
Küste des Fort Ord Dunes State Parks

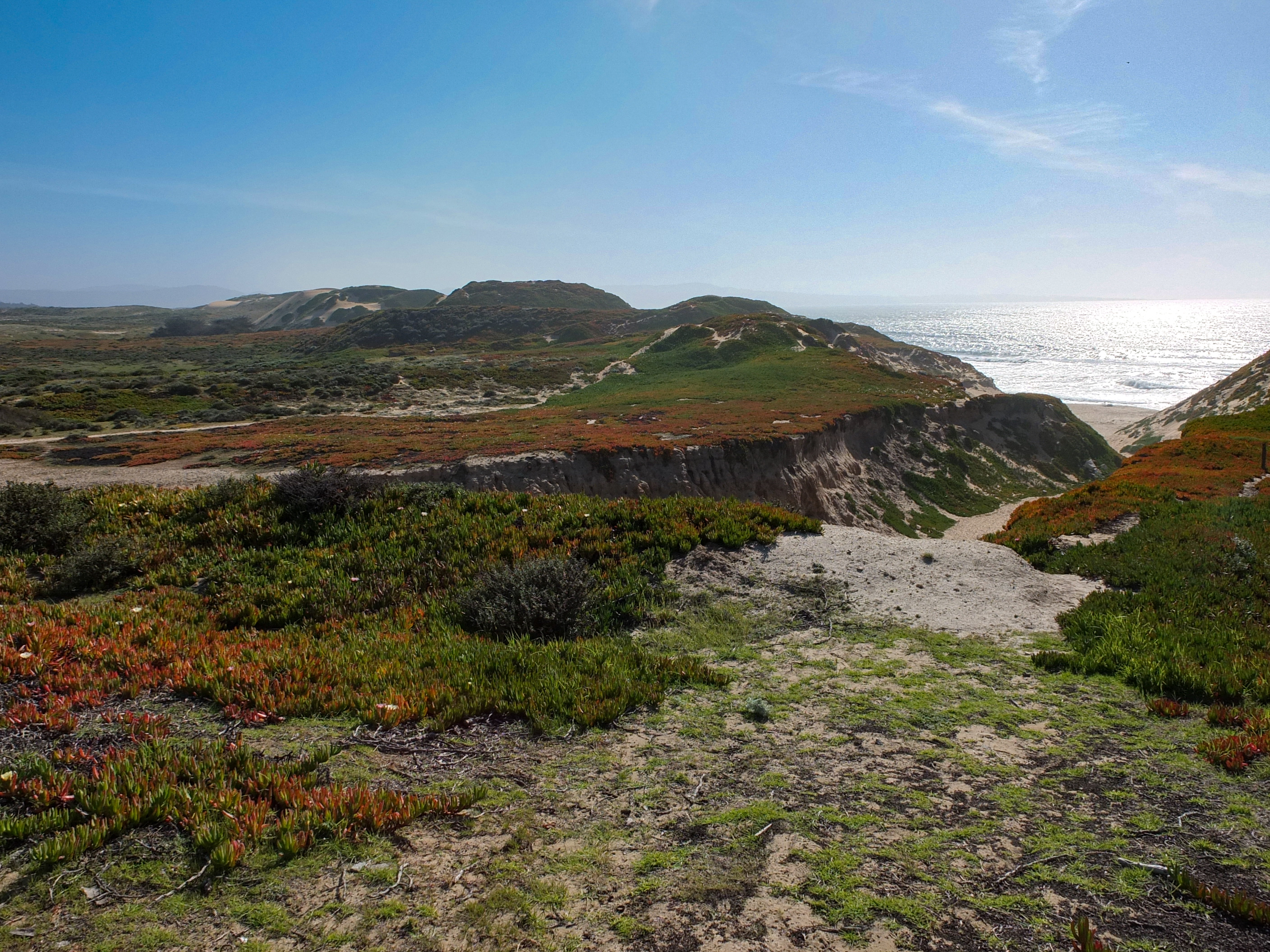
Dünen des State Parks

Der Fort Ord Dunes State Park ist ein kalifornischer State Park im Monterey County, entlang einem 6,4 Kilometer langen Küstabschnitt an der Monterey Bay. Der Fort Ord Dunes State Park mit einer Flächengröße von 980 Acres (400 ha) wurde 2009 ausgewiesen. Der State Park umfasst den Küstenteil des jetzt geschlossenen Truppenübungsplatzes Fort Ord der United States Army. Der Park umfasst eine Promenade, einen Weg zum Strand, eine 6,4 km lange Straße zum Spazierengehen und Radfahren sowie Ausstellungsstücke zur ehemaligen Nutzung als Truppenübungsplatz. Da die Dünen ein Nistgebiet für sensible Vogelarten sind, ist der öffentliche Zugang auf die Wege und Pfade beschränkt. In den Dünen kommen die beiden seltenen Insektenarten Smith’s blue butterfly (Euphilotes enoptes smithi) und Globose Dune Beetle (Coelus globosus) vor. Das Fort Ord National Monument liegt auf den Flächen des ehemaligen Truppenübungsplatzes Fort Ord im Hinterland. Es ist vom State Park durch Siedlungsbereiche getrennt, welche früher Teil des Truppenübungsplatzes waren und heute von der California State University, Monterey Bay und für kommerzielle Zwecke genutzt werden. Die Gewässer vor dem State Park sind zum Schutz als Monterey Bay National Marine Sanctuary ausgewiesen worden.

## Geschichte des State Parks
Das Gebiet des State Parks beherbergte einst Schießstände der Army. Zur Wiederherstellung des Lebensraums der Küstendünen wurden mehrere Gebäude entfernt. Bei der Renaturierung durch die US Army entfernte man bleihaltigen Boden, insbesondere an den Schießstände, und man räumte das Gebiet von Munition bzw. Munitionsrückständen. Die Küstenerosion erforderte den Abriss des ehemaligen Soldatenclubs Stilwell Hall. Der Strand wurde in seinen ursprünglichen Zustand zurückversetzt aber viele alte Bunker verblieben in den Dünen. Das Gebiet des Parks wurde 2009 vom National Park Service im Rahmen des Federal Lands to Park Programs kostenlos an den Staat Kalifornien übertragen. Die Bedingung der Übertragung war, dass das Land nur für öffentliche Park- und Erholungszwecke genutzt wird. Andere Bereiche von Fort Ord sind zum Fort Ord National Monument geworden oder wurden für kommerzielle- und Bildungszwecke genutzt.

## Truppenübungsplatz Fort Ord
Die US-Regierung kaufte 1917 15.000 Acres Land für die Ausbildung von Soldaten. Im Camp Gigling führte man Geländeübungen, ferner Training von Kavallerie- und Feldartillerieeinheiten. Die Messehallen und Kavalleriepferdeställe waren die ersten permanenten Bauten die 1938 gebaut wurden. Den Truppenübungsplatz benannte die Army 1933 in Camp Ord um. Die Namensgebung erfolgte wegen Generalmajor Eward O. C. Ord der im Sezessionskrieg kämpfte. Camp Ord wurde 1940 in Fort Ord umbenannt. Während des Zweiten Weltkriegs, des Koreakrieges und des Vietnamkrieges war Fort Ord einer der wichtigsten Ausbildungsstützpunkte der Army. Mehr als 1.500.000 Soldaten wurden zwischen 1940 und 1973 in Fort Ord ausgebildet.